# 350 Park Avenue
350 Park Avenue ist ein geplanter Wolkenkratzer in Midtown East in Manhattan in New York City, Vereinigte Staaten. Entworfen vom Londoner Architekturbüro Foster + Partners soll der Turm zu den höchsten in Manhattan gehören. Die Fertigstellung ist für das Jahr 2032 geplant.

## Baugeschichte und Architektur
Der Büroturm soll ein 1960 von Emery Roth & Sons erbautes Bürogebäude aus der Midcentury-Zeit ersetzen. Um den Wolkenkratzer in seiner geplanten Höhe von etwa 487 m (1600 Fuß, Stand 2024) errichten zu dürfen, erwarb der Investor Vornado Realty Trust für 242 Millionen US-Dollar die Luftrechte der benachbarten Kirchen St. Bartholomew’s Church und St. Patrick’s Cathedral. Der neue Turm soll die gesamte Fläche zwischen der East 51st und East 52nd Street entlang der Westseite der Park Avenue inklusive der beiden westlich angrenzenden Grundstücke 39th 51st Street und 40th 52nd Street einnehmen. Alle darauf befindlichen Gebäude werden abgerissen. Der Büroturm wird über 62 Etagen und 167.000 Quadratmeter Büroflächen verfügen, Hauptmieter soll auf rund 78.000 m² der Hedgefund Citadel LLC werden.
Der Entwurf von Foster + Partners sieht einen vollständig verglasten Turm vor, der sich nach oben hin über sechs Stufen verjüngt. Die unteren vier Stufenterrassen sollen über Dachgärten verfügen. Den Architekten zufolge greift die Formgebung des Hochhauses die traditionellen Formen entlang der Park Avenue auf und interpretiert sie auf zeitgemäße Weise.
Im April 2024 gab der New Yorker Bürgermeister Eric Adams bekannt, dass der Turm im Jahr 2032 fertiggestellt werden soll. Von März 2025 bis Ende 2025 findet der offizielle und öffentliche Überprüfungsprozess (ULURP) für das Gebäude statt, nach dessen Abschluss mit den Bauarbeiten begonnen werden kann.

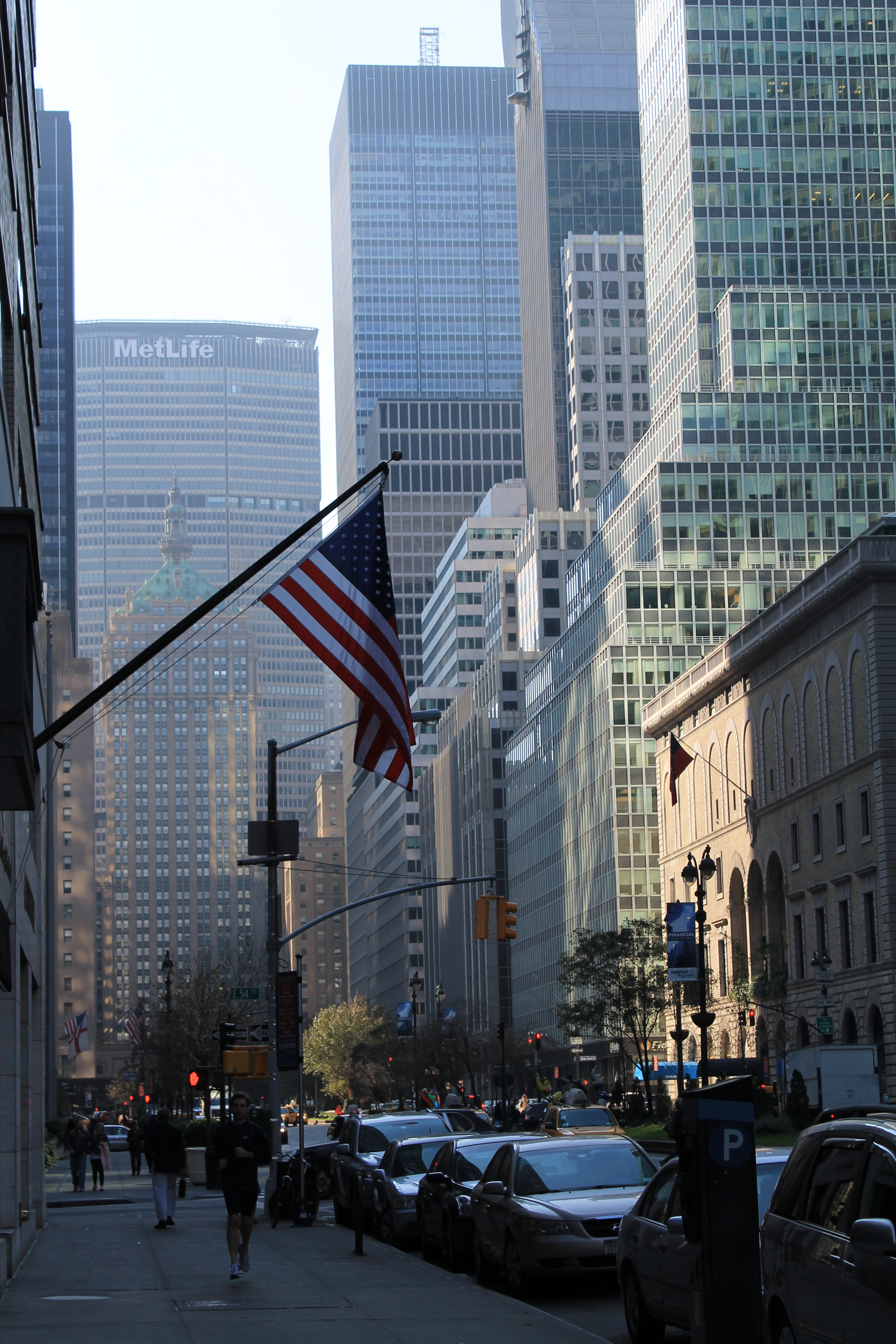
Die derzeitige 1960 erbaute 350 Park Avenue (türkisfarbenes Hochhaus rechts)